# Claudia Ancapán
Claudia Ancapán Quilape (Santiago de Chile, 2 de agosto de 1976) es una matrona chilena y activista transgénero de origen mapuche. Claudia comenzó a expresarse como mujer a la edad de cinco años, y en su vida adulta se ha desempeñado como activista para promover la cosmovisión mapuche y los derechos de las personas transgénero en Chile.

## Biografía
Nació en el Hospital Barros Luco Trudeau de Santiago de Chile, en el seno de una familia evangélica de ascendencia mapuche; posteriormente el grupo se trasladaría a la comuna de Los Muermos en el sur del país. Comenzó a expresarse como mujer alrededor de los 3 años; estos hábitos continuaron y a la edad de 5 años se vio obligada a vivir una doble vida, expresándose como una niña en privado y como un "niño" en público. Durante su tiempo en la escuela primaria, fue acosada y ocasionalmente golpeada.
En la década de 1990, asistió a la Universidad Austral de Chile, donde estudió obstetricia. Durante su tiempo en la universidad, comenzó a investigar sobre la terapia hormonal y comenzó a autotratarse con hormonas a las que ella tenía acceso como estudiante. El 5 de noviembre de 2005, cuando aun era estudiante universitaria, fue atacada por un grupo de neonazis en Valdivia quienes la golpearon y abandonaron en un basural cerca de uno de los ríos de la ciudad.
En 2007 falleció su padre —momento en que decidió comenzar a asumir su identidad de género por completo— y ese mismo año graduó con éxito de la universidad —presentando la tesis titulada «Vidas, decisiones y riesgos: historias de vidas de personas transexuales y travestís en sus vivencias dentro del comercio sexual de la calle y sus percepciones frente al contagio de infecciones de transmisión sexual y de la calidad de las prestaciones que reciben desde los servicios de salud»— y trabajó hasta 2011 bajo su antigua identidad de género, pero al asumirse definitivamente bajo el nombre de Claudia Jacqueline descubrió que encontrar empleo era difícil para una mujer transgénero; en el intertanto se desempeñó como cocinera en un local de comida rápida en Santiago.
En junio de 2013 un reportaje sobre Claudia publicado en la revista The Clinic hizo que adquiriera notoriedad a nivel nacional; posteriormente encontró trabajo como matrona y se volvió activa en la comunidad trans chilena. Sus esfuerzos por promover la idea de la igualdad de género en Chile la han llevado a ser citada como una de las activistas transgénero más influyentes del país; entre su labor se encuentra difundir la cosmovisión mapuche, la cual consideraba la homosexualidad como algo natural y que comenzó a ser considerado tabú tras la llegada de los conquistadores españoles a Chile en el siglo XVI.
En 2018 fue estrenada en el Amor Festival y el OutfestPerú Claudia tocada por la luna, película documental del director Francisco Aguilar que relata la historia de Ancapán y los obstáculos que ha debido sortear durante su vida como matrona transgénero; la cinta fue estrenada en salas comerciales el 22 de agosto de 2019. En 2021 la biografía de Claudia Ancapán fue incluida en la versión chilena de Cuentos de buenas noches para niñas rebeldes, libro que cuenta las historias de mujeres destacadas y consideradas modelos a seguir para la niñez.